# Madrasa Tilya Kori
La madrasa Tilya Kori o Tilla Kari (persiano: طلاکاری, che significa "dorata") è la più moderna madrasa del complesso del Registan a Samarcanda in Uzbekistan. Venne completata nel 1660 e prende il suo nome dalle decorazioni d'oro presenti al suo interno. Essa è dotata di un cortile interno con giardino.
La sua costruzione venne ordinata da Yalangtush Bahadur.
Assieme alle altre madrase del Registan anch'essa è stata iscritta tra i monumenti UNESCO del paese.

## Galleria d'immagini

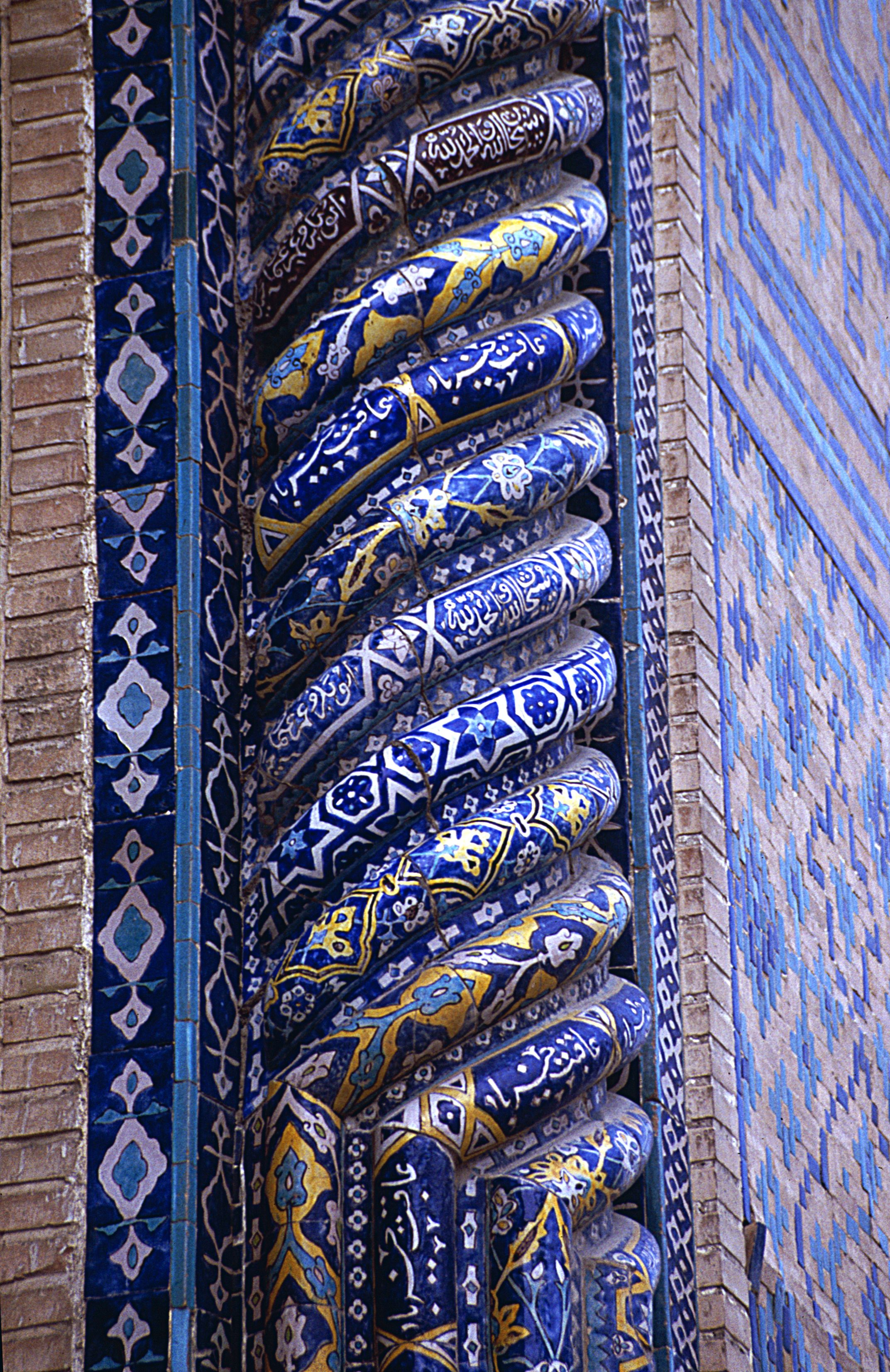
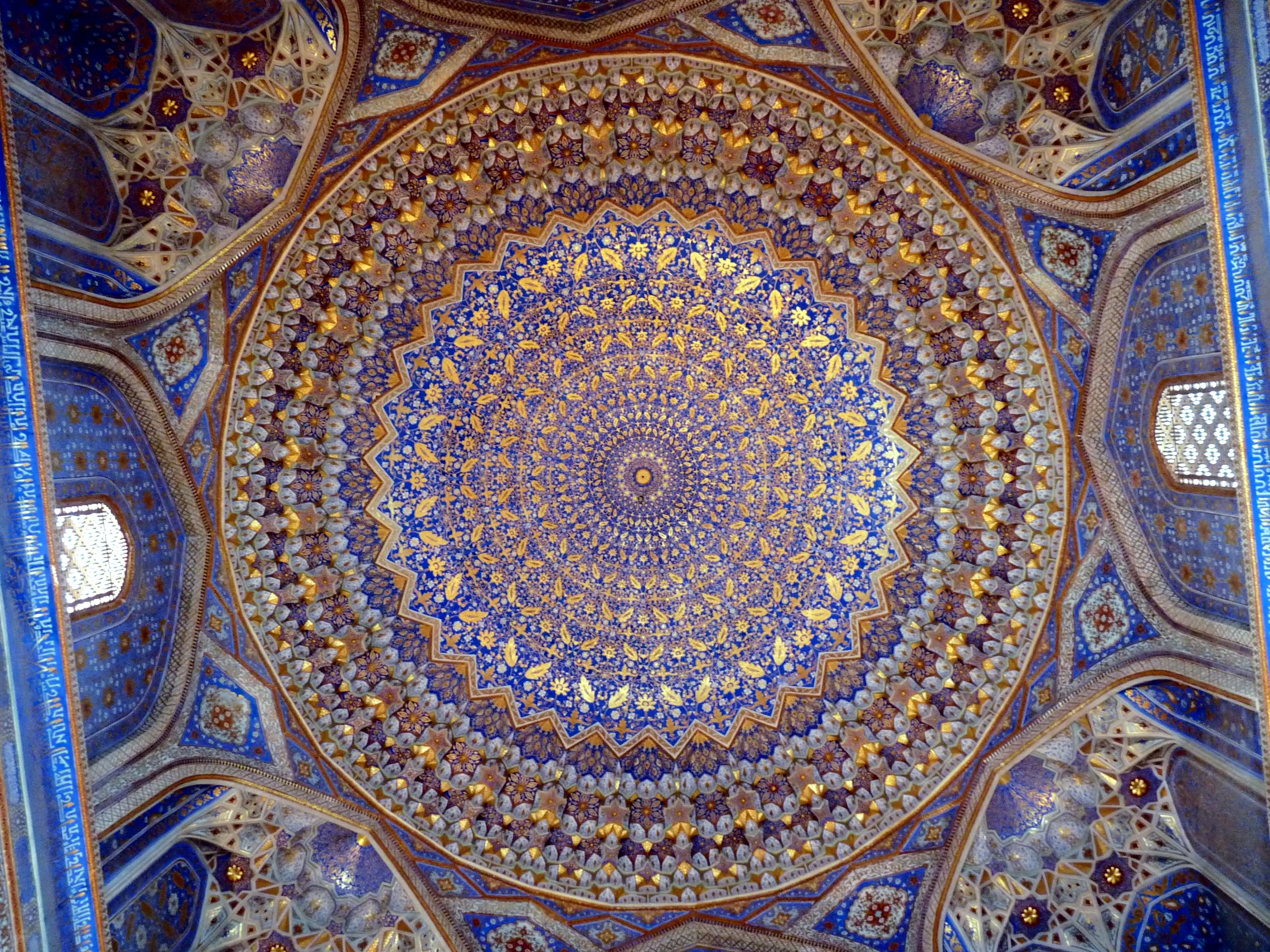
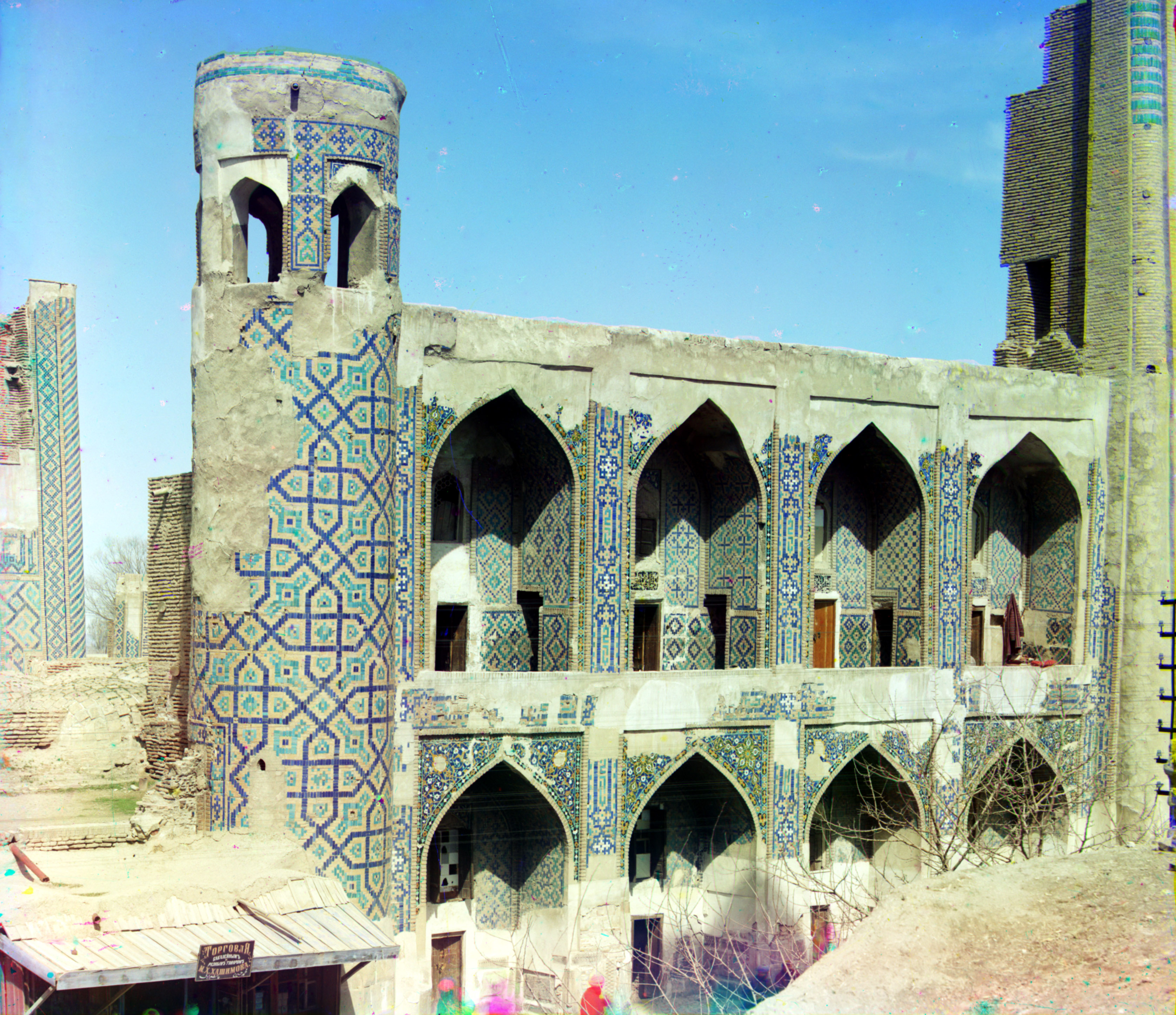
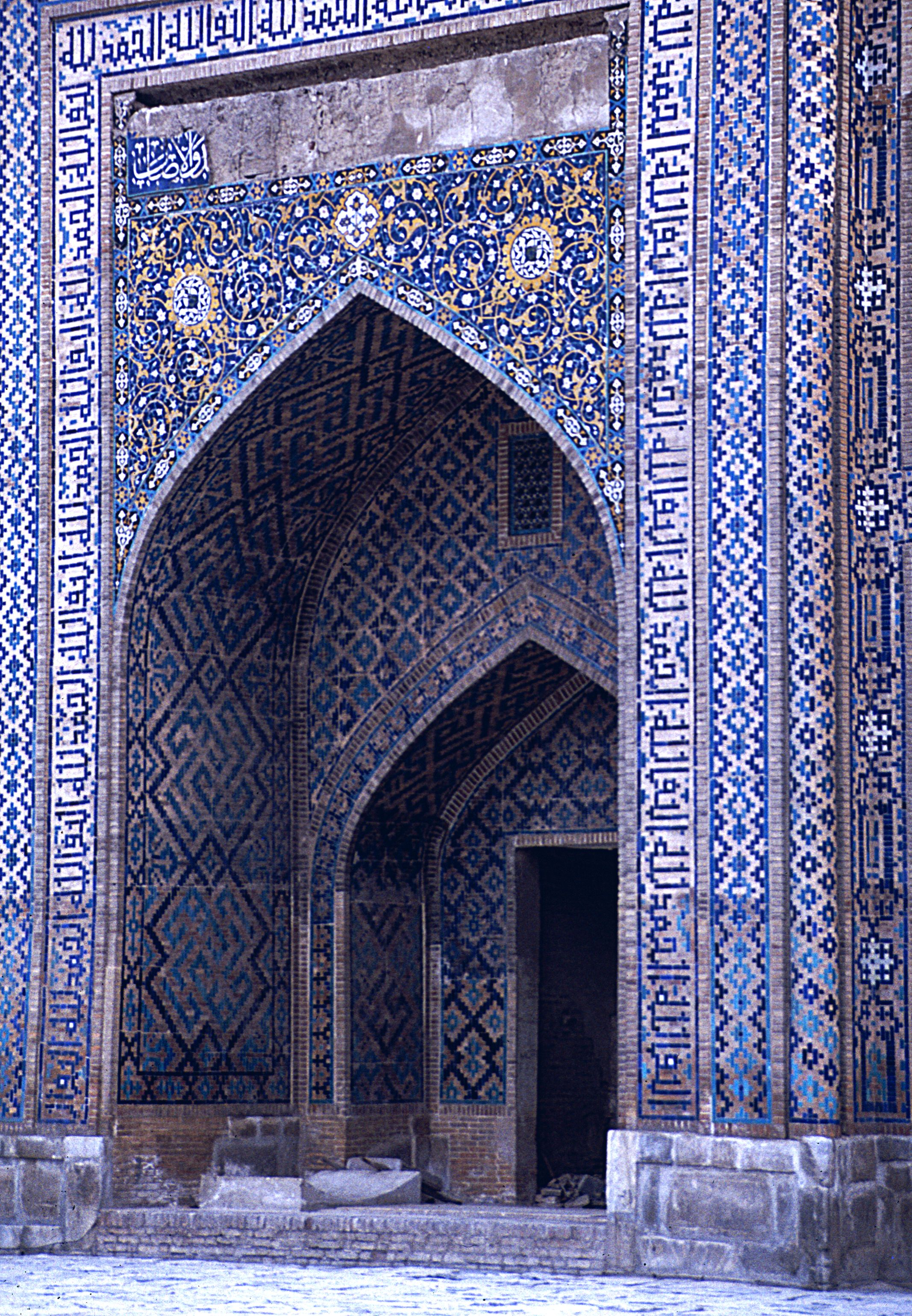
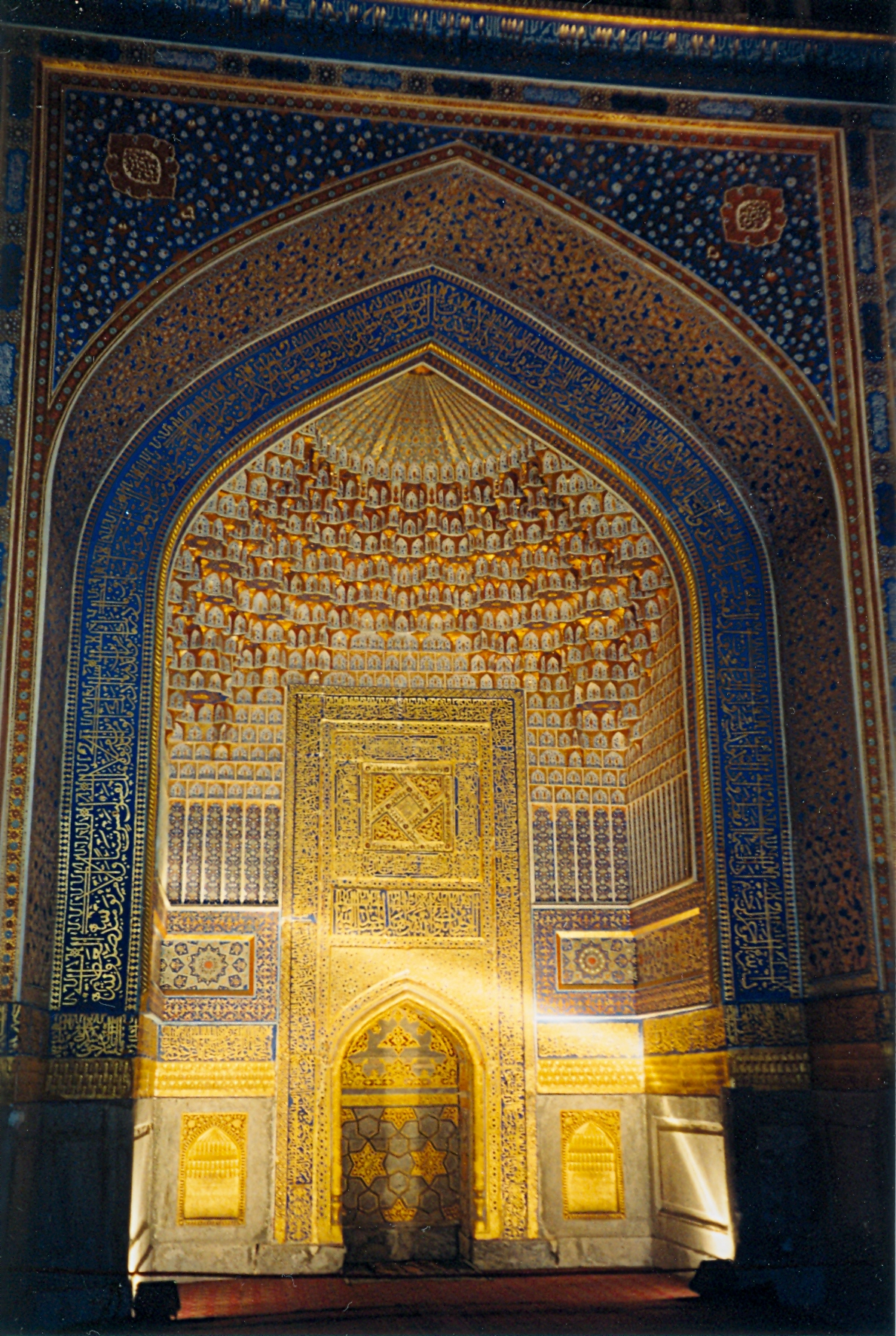
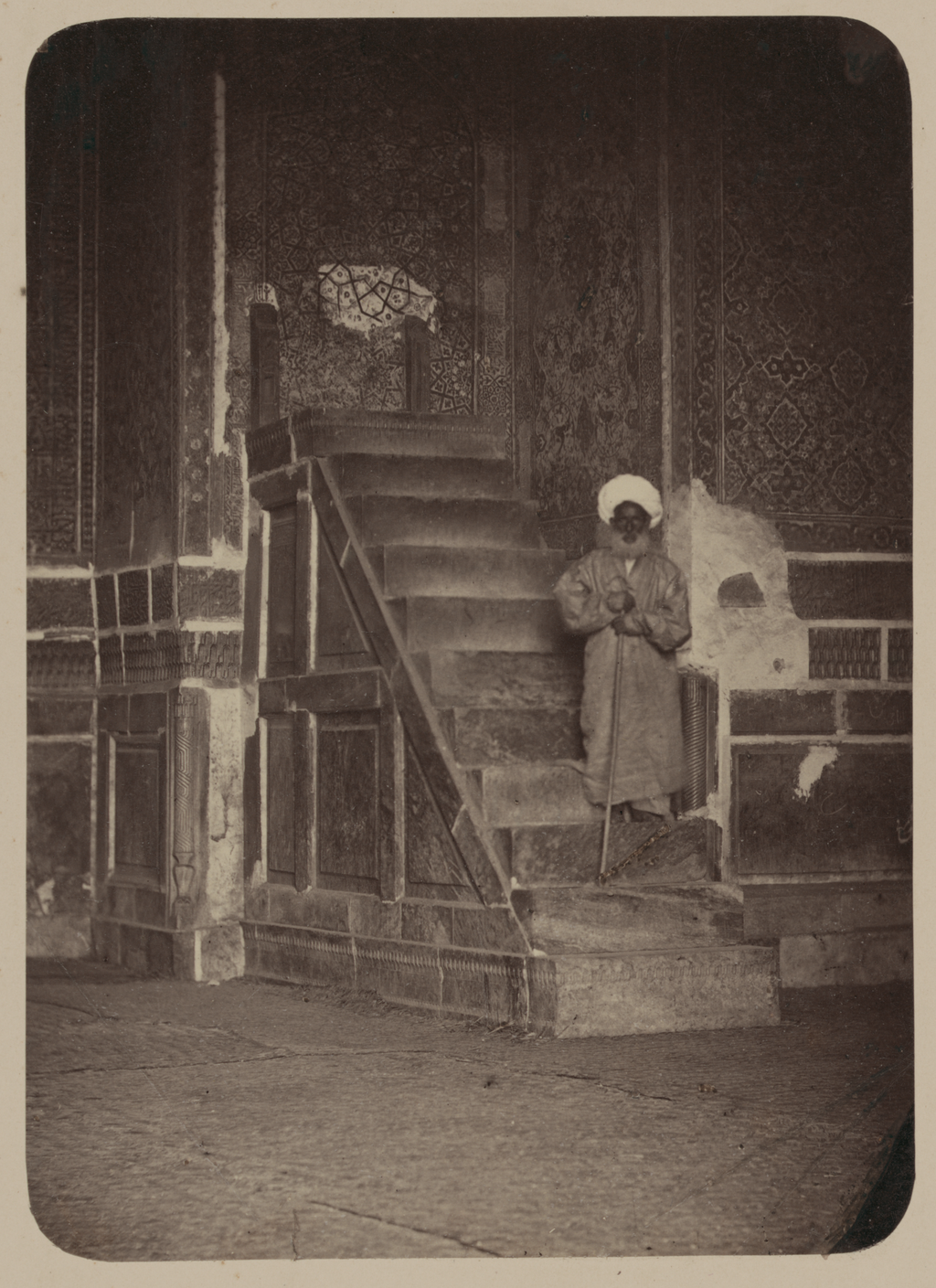
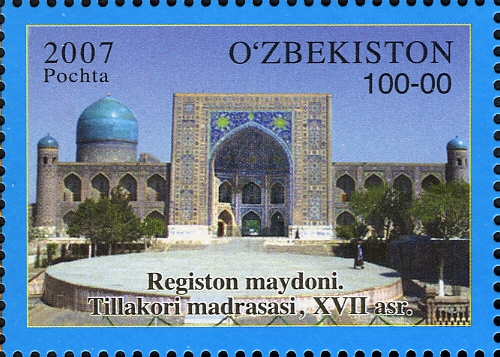